# Désinvestissement municipal
 (mai 2025).
La mise en forme du texte ne suit pas les recommandations de Wikipédia : il faut le « wikifier ».
Les points d'amélioration suivants sont les cas les plus fréquents :
- Les titres sont pré-formatés par le logiciel. Ils ne sont ni en capitales, ni en gras.
- Le texte ne doit pas être écrit en capitales (les noms de famille non plus), ni en gras, ni en italique, ni en « petit »…
- Le gras n'est utilisé que pour surligner le titre de l'article dans l'introduction, une seule fois.
- L'italique est rarement utilisé : mots en langue étrangère, titres d'œuvres, noms de bateaux, etc.
- Les citations ne sont pas en italique mais en corps de texte normal. Elles sont entourées par des guillemets français : « et ».
- Les listes à puces sont à éviter, des paragraphes rédigés étant largement préférés. Les tableaux sont à réserver à la présentation de données structurées (résultats, etc.).
- Les appels de note de bas de page (petits chiffres en exposant, introduits par l'outil «  Source ») sont à placer entre la fin de phrase et le point final[comme ça].
- Les liens internes (vers d'autres articles de Wikipédia) sont à choisir avec parcimonie. Créez des liens vers des articles approfondissant le sujet. Les termes génériques sans rapport avec le sujet sont à éviter, ainsi que les répétitions de liens vers un même terme.
- Les liens externes sont à placer uniquement dans une section « Liens externes », à la fin de l'article. Ces liens sont à choisir avec parcimonie suivant les règles définies. Si un lien sert de source à l'article, son insertion dans le texte est à faire par les notes de bas de page.
- La présentation des références doit suivre les conventions bibliographiques. Il est recommandé d'utiliser les modèles {{Ouvrage}}, {{Chapitre}}, {{Article}}, {{Lien web}} et/ou {{Bibliographie}}. Le mode d'édition visuel peut mettre en forme automatiquement les références.
- Insérer une infobox (cadre d'informations à droite) n'est pas obligatoire pour parachever la mise en page.

Pour une aide détaillée, merci de consulter Aide:Wikification.
Si vous pensez que ces points ont été résolus, vous pouvez retirer ce bandeau et améliorer la mise en forme d'un autre article.
 (mai 2025).
Le désinvestissement municipal est un processus d'urbanisme par lequel une ville, une commune ou une autre entité municipale décide de réduire ou de cesser l'investissement dans certains quartiers ou zones, souvent en raison de contraintes économiques, de déclin démographique ou de priorités politiques. Ce phénomène, bien documenté aux États-Unis, se manifeste également en Europe, notamment en France et en Belgique, dans des villes post-industrielles en déclin. Il peut entraîner un déclin urbain, accentuer la pauvreté et renforcer les inégalités socio-spatiales, souvent le long de lignes raciales ou de classe sociale,.

## Définition
Le désinvestissement municipal consiste à réduire ou supprimer les services publics (police, pompiers, entretien des rues, collecte des ordures) dans certains quartiers, souvent perçus comme économiquement non viables ou politiquement moins influents. Cette stratégie peut être adoptée dans des contextes de prospérité économique, lorsque les municipalités ciblent les zones les plus pauvres pour une revitalisation sélective, ou dans des périodes de crise, lorsque les ressources sont réorientées vers des zones jugées prioritaires. Ce processus peut perpétuer le cycle de la pauvreté, car les populations plus aisées, bénéficiant d'une mobilité sociale, quittent plus facilement les zones désinvesties, laissant derrière elles des communautés vulnérables.

## Historique

### Aux États-Unis
Le désinvestissement municipal a émergé aux États-Unis dans le contexte du New Deal et de l'après-Seconde Guerre mondiale. Des programmes comme la Public Works Administration et la Housing Act of 1949 ont financé la construction de logements sociaux et d'infrastructures, mais ont souvent conduit à la démolition de quartiers jugés insalubres, sans toujours offrir de solutions de remplacement adéquates. Le Federal Aid Highway Act of 1956 a exacerbé ce phénomène en détruisant des quartiers vulnérables pour construire des autoroutes, favorisant la fuite des blancs vers les banlieues et réduisant les investissements dans les transports publics.
Dans les années 1960, le mouvement des droits civiques et les politiques de la Great Society de Lyndon B. Johnson ont tenté de réorienter les investissements vers les communautés pauvres, notamment via les Community Action Agencies. Cependant, des tensions, illustrées par les émeutes de Watts, ont conduit à un recentrage du contrôle municipal, réduisant l'autonomie communautaire. Dans les années 1970, sous l'influence de Daniel Patrick Moynihan et de la politique de « néglecte bénigne », les municipalités ont adopté des stratégies de « réduction planifiée » (planned shrinkage), réduisant les services dans des quartiers comme le South Bronx,.

### En Europe
En Europe, le désinvestissement municipal est souvent lié à la désindustrialisation des régions autrefois prospères, comme le nord de la France et la Wallonie en Belgique. Ces zones, marquées par la fermeture d'usines et de mines, ont vu leur base fiscale s'effondrer, obligeant les municipalités à réduire les services publics dans les quartiers les plus touchés.

#### France
En France, des villes post-industrielles du Nord, comme **Denain** et **Roubaix**, illustrent ce phénomène. À **Denain**, la fermeture des usines sidérurgiques dans les années 1970 et 1980 a entraîné un déclin démographique et économique, avec une population passant de 27 000 habitants en 1975 à environ 20 000 en 2020. Les services publics, tels que les écoles et les centres culturels, ont été réduits dans les quartiers ouvriers, accentuant le sentiment d'abandon. À **Roubaix**, la désindustrialisation du secteur textile a conduit à un désinvestissement dans certains quartiers, comme l'Alma ou l'Épeule, où les infrastructures publiques ont été négligées jusqu'aux efforts de revitalisation des années 2000, soutenus par des fonds européens et nationaux.

#### Belgique
En Belgique, **Charleroi** est un exemple emblématique. Ancien bastion de l'industrie sidérurgique et minière, la ville a perdu près de 40 % de sa population depuis les années 1960, passant de 240 000 à environ 200 000 habitants en 2020. Les quartiers ouvriers, comme Marchienne-au-Pont, ont vu leurs services municipaux réduits, avec des fermetures d'écoles et une maintenance minimale des infrastructures. Des initiatives de « rétrécissement urbain » (urban shrinkage) ont été envisagées pour concentrer les ressources sur le centre-ville, au détriment des périphéries.

## Concepts associés

### Néglecte bénigne
La « néglecte bénigne » est une politique proposée en 1969 par Daniel Patrick Moynihan, conseiller de Richard Nixon, suggérant une réduction de l'attention portée aux questions raciales pour apaiser les tensions post-mouvement des droits civiques. Cette approche a été critiquée comme une justification du désinvestissement dans les quartiers majoritairement noirs, notamment via la réduction des services d'incendie ou de police.

### Réduction planifiée
La « réduction planifiée » (planned shrinkage) consiste à retirer délibérément les services municipaux dans des quartiers en difficulté pour encourager la dépopulation et libérer des terrains pour des projets de redéveloppement. Utilisée dans le South Bronx dans les années 1970, cette stratégie a été critiquée pour son impact dévastateur sur les communautés vulnérables.

### Rétrécissement pour survivre
Le « rétrécissement pour survivre » (shrink to survive) est une forme contemporaine de réduction planifiée, impliquant la démolition de quartiers entiers pour réduire la taille d'une ville et concentrer les ressources. En Europe, cette approche a été envisagée dans des villes comme Charleroi, où des zones abandonnées sont laissées à l'état naturel ou démolies.

## Impacts
Le désinvestissement municipal aggrave le déclin urbain, augmente la criminalité et contribue à la désertification urbaine. Aux États-Unis, il a été lié à des problèmes de santé publique, comme la propagation du SIDA dans le South Bronx. En Europe, il renforce le sentiment d'abandon dans les anciennes villes industrielles, bien que des initiatives de revitalisation, comme à Roubaix, aient permis de contrer partiellement ces effets.

## Exemples notables
- **South Bronx, New York** : Réduction planifiée dans les années 1970, entraînant des incendies massifs et une perte de 40 % des logements[2].
- **Denain, France** : Déclin post-industriel avec réduction des services publics dans les quartiers ouvriers[5].
- **Roubaix, France** : Désinvestissement dans les quartiers textiles avant une revitalisation partielle[6].
- **Charleroi, Belgique** : Rétrécissement urbain dans les quartiers périphériques post-industriels[8].